# (284996) Rosaparks
(284996) Rosaparks ist ein im äußeren Hauptgürtel gelegener Asteroid, der vom Wide-Field Infrared Survey Explorer (IAU-Code C51) am 9. Juni 2010 entdeckt wurde, einem unbemannten Weltraumteleskop der NASA, das im Januar 2010 den Betrieb aufnahm.
Der mittlere Durchmesser des Asteroiden wurde grob mit 3,512 (± 0,951) km berechnet, die Albedo mit 0,099 (± 0,052).
(284996) Rosaparks wurde am 9. September 2014 auf Vorschlag eines Teams der Astrophysikerin Carrie Nugent nach der US-amerikanischen Bürgerrechtlerin Rosa Parks (1913–2005) benannt.
Der Asteroid spielt eine Rolle in der im Jahre 2018 ausgestrahlten Folge Rosa der Fernsehserie Doctor Who.